# 仙田洋子
仙田 洋子（せんだ ようこ、1962年8月3日 - ）は、東京都出身の俳人。本名は西山洋子（仙田は旧姓）。東京大学教養学部卒。大学在学中の1982年に石原八束の「秋」に入会。また東大学生俳句会に参加。1990年、有馬朗人の「天為」創刊に参加。「秋」「天為」同人。「百年は生きよみどりご春の月」など、叙情性の濃い句風。2012年より俳句四季大賞選考委員。

## 著書
- 句集『橋のあなたに』（東京四季出版、1991年）
- 句集『雲は王冠』（富士見書房、1994年）
- 選集『仙田洋子集』（邑書林、2004年）